# Brezovica pri Stopičah
Brezovica pri Stopičah este o localitate din comuna Novo mesto, Slovenia, cu o populație de 30 de locuitori.